# Bortom dockornas dal
Bortom dockornas dal (originaltitel: Beyond the Valley of the Dolls) är en amerikansk långfilm från år 1970 som regisserades av Russ Meyer.

## Handling
Kelly MacNamara, Casey Anderson och Petronella Danforth har bildat ett rockband och bestämmer sig för att åka till Hollywood, och där får de sitt stora genombrott. De får börja släppa skivor och uppträda i TV, de blir inbjudna till Hollywoods vildaste fester som anordnats av Z-Man Barzell.
Men snart inser de tre tjejerna att allt inte bara är sex, droger och rock'n'roll utan att showbusiness även har sina mörka sidor.

## Om filmen
En vanlig missuppfattning är att filmen är en uppföljare till Dockornas dal, vilket den inte är. Filmen fick sin titel eftersom den är gjord i samma stil som Dockornas dal. Filmen blandar väldigt många olika genrer.
En av filmens karaktärer, Z-Man Barzell, är löst baserad på skivproducenten Phil Spector. Vare sig regissören Russ Meyer eller manusförfattaren Roger Ebert hade träffat Spector, men de fick höra från gemensamma bekanta att de lyckats fånga Spectors personlighet väldigt väl.
Rockbandet Strawberry Alarm Clock medverkar i filmen.
Filmen är delvis inspirerad av morden som Charles Manson fick sin "familj" att begå. Morddelen fanns inte med i manuset utan improviserades fram under inspelningen. 

## Medverkande
- Dolly Read - Kelly MacNamara
- Cynthia Myers - Casey Anderson

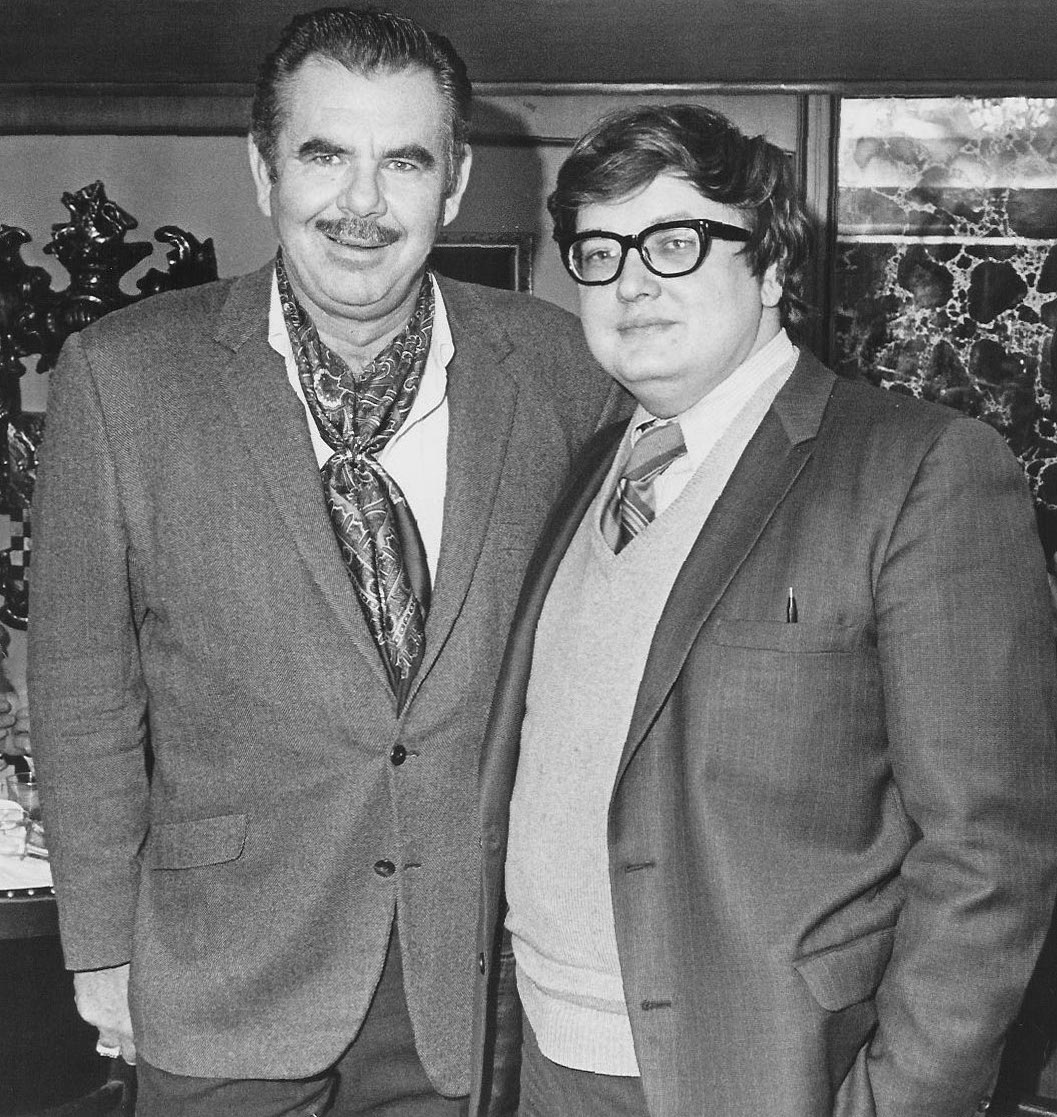
Regissören Russ Meyer tillsammans med filmens manusförfattare Roger Ebert, 1970.

- Marcia McBroom - Petronella Danforth
- John Lazar - Ronnie "Z-Man" Barzell
- Michael Blodgett - Lance Rocke
- David Gurian - Harris Allsworth
- Edy Williams - Ashley St. Ives
- Erica Gavin - Roxanne
- Phyllis Davis - Susan Lake
- Harrison Page - Emerson Thorne
- Duncan McLeod - Porter Hall
- Henry Rowland - Otto